# За индустриализацию
«За индустриализацию» — советская промышленная газета, орган ВСНХ СССР, с 1932 — Наркомтяжпрома.
Издавалась в 1930—1937 годах в Москве. Её предшественниками были «Торговый бюллетень» (выходил с декабря 1921 по январь 1922 г.), «Торговая газета» (февраль — апрель 1922 г.) и «Торгово-промышленная газета» (с мая 1922 по 1929 г.).
В годы индустриализации сыграла значительную роль в мобилизации людей при осуществлении экономического развития страны. Журналисты оперативно освещали ход строительства предприятий — гигантов тяжёлой промышленности: Магнитостроя, Кузнецкстроя, Челябинского тракторного и многих других, а также технический подъём всего хозяйства Советского Союза. Газета широко освещала прогресс производства и техники. Много внимания уделялось мероприятиям по улучшению экономики производства. Внесла вклад в развитие управленческих кадров промышленности.
С сентября 1937 года по сентябрь 1940 года газета стала выходить под новым названием «Индустрия», с октября 1940 года по август 1941 года получила более узкую специализацию и название «Чёрная металлургия».

## Подшивки газеты
- Л.И. Бородкин, Н.В. Раздина. О материалах газеты «За индустриализацию». hist.msu.ru. Исторический факультет Московского государственного университета имени М. В. Ломоносова. Дата обращения: 11 сентября 2019.